# U-47
L'U-47 (Unterseeboot 47) fu un U-Boot di tipo VII B in servizio nella Marina militare tedesca durante la seconda guerra mondiale. Uscito dagli stabilimenti Krupp di Kiel il 25 febbraio 1937, entrò in servizio il 17 dicembre 1938.
L'U-47 divenne famoso in seguito alla sua seconda missione di guerra: il 14 ottobre 1939, sotto il comando di Günther Prien, penetrato nella base navale della Royal Navy di Scapa Flow, riuscì ad affondare la corazzata inglese HMS Royal Oak. Dopo questo successo condusse altre otto missioni di guerra, rimanendo in mare per 238 giorni e affondando 30 navi mercantili (per un tonnellaggio complessivo di 193 808 t) e danneggiandone altre otto.
Partito per la decima missione di guerra il 20 febbraio 1941, scomparve senza lasciare alcuna traccia il 7 marzo successivo nella zona del Rockall Bank, un'area in pieno oceano tra Irlanda e Islanda, e non rientrò alla base. Per molti anni si è creduto che l'U-47 fosse stato affondato dal cacciatorpediniere britannico HMS Wolverine, a ovest dell'Irlanda; tuttavia, analizzando le fonti d'archivio, è risultato che questo cacciatorpediniere in realtà attaccò un altro sommergibile tedesco, l'U-A.
Mancando quindi una spiegazione accertata riguardo alla sorte dell'U-47 e dei suoi 45 membri d'equipaggio, sono state formulate molte ipotesi: mine sottomarine, problemi meccanici, o fuoco amico, sono solo alcune delle possibili cause dell'affondamento di questo sommergibile.

## Affondamenti

### Navi senza scorta
- Arandora Star (nave che trasportava civili italiani, tedeschi e austriaci)

### Navi da guerra
- HMS Royal Oak

### Navi in convoglio
- Balmoralwood - HX48
- Conch - HX90
- Elmbank - HX72
- La Estancia - HX79
- Shirak - HX79
- Wandby - HX79
- Whitford Point - HX79
- Bilderdijk - HX79

## Equipaggio

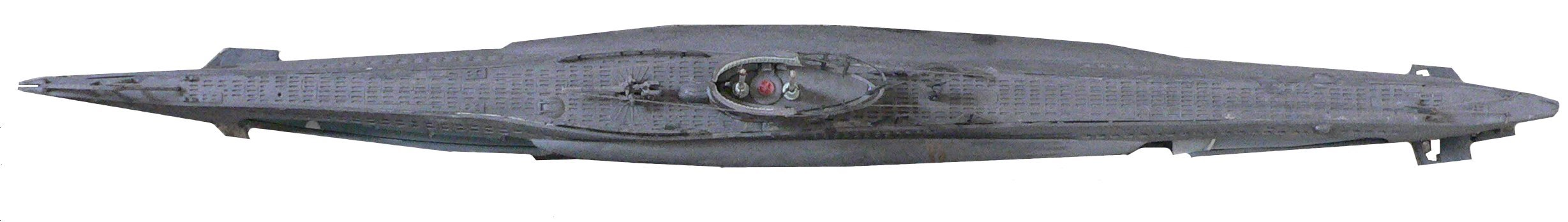
Visione dall'alto di una ricostruzione dell'U-47

### Comandante
- Korvettenkapitän Günther Prien

### Ufficiali
- Oberleutnant Erich Sander
- Leutnant Martin Stephan
- Oberleutnant Hans Bothmann
- Obersteuermann Hans Sammann
- Korvettenkapitän Karl-Eglof Freiherr von Schnurbein

### Equipaggio
- Obergefreiter Heinrich Biermann
- Gefreiter Karl Bilstein
- Stabsmaschinist Gustav Böhm
- Matrose Karl Brand
- Matrose Friedrich Engelmann
- Fähnrich Dietmar Frings
- Gefreiter Heinz Göseke
- Matrose Karl-Heinz Gundlach
- Obergefreiter Willy Hass
- Matrose Heinrich Heinz
- Matrose Heinrich Hentrop
- Obergefreiter Gerhard Heyer
- Obergefreiter Franz Hirtl
- Obermaschinist M. Hönemann
- Obergefreiter Gerhard Hötzer
- Gefreiter Willi Jahnkow
- Gefreiter Heinz Kläbisch
- Gefreiter Ewald Küsel
- Obergefreiter Paul Leidig
- Obergefreiter Andreas Lösch,
- Obergefreiter Hans Löhr
- Obergefreiter Gottfried Notsch
- Fähnrich Iwan Oldekop
- Obergefreiter Helmut Pauss
- Matrose Josef Reimann
- Obergefreiter Emil Renken
- Oberbootsmannmaat August Ronshausen
- Matrose H. Rutschmann
- Matrose K. Schnarchendorf
- Gefreiter Hans Scholz
- Obergefreiter Heinz Schweitzer
- Matrose Karl Steinhagen
- Matrose Peter Thewes
- Obergefreiter Max Thomsen
- Obergefreiter Freidrich Weiser
- Obermaschinist Gustav Werder
- Obergefreiter Bruno Wiensczyk
- Gefreiter Fritz Zapf
- Obergefreiter Albert Zöller